# Sebastian Fabijański
Sebastian Fabijański (sinh ngày 14 tháng 6 năm 1987) là một diễn viên và rapper người Ba Lan.

## Cuộc đời và sự nghiệp
Sebastian Fabijański tốt nghiệp Học viện nghệ thuật sân khấu quốc gia Aleksander Zelwerowicz ở Warsaw với bằng Thạc sĩ Diễn xuất vào năm 2015.
Với vai diễn trong các bộ phim Jeziorak (tựa tiếng Anh là Waterline) và Miasto 44 (Warsaw 44), anh giành được giải thưởng Diễn xuất chuyên nghiệp tại Liên hoan phim Ba Lan lần thứ 39 ở Gdynia vào năm 2014. Năm 2015, các vai diễn này cũng giúp anh đạt được Giải thưởng Điện ảnh Tarnów lần thứ 29.
Vào năm 2019, Fabijański đóng vai chính trong phim Legiony (Legions), một bộ phim sử thi lấy bối cảnh thời kỳ chiến tranh thế giới thứ nhất.
Vào tháng 11 năm 2019, Fabijański phát hành album hip-hop đầu tay mang tên Synteza.

## Tác phẩm

### Phim điện ảnh
- 2009: Pekin Bielański _ Globus
- 2010: Mój Weltschmerz _ Michał
- 2013: Strażnicy (short) _ Marek
- 2014: Pod Mocnym Aniołem
- 2014: Facet (nie)potrzebny od zaraz
- 2014: Miasto 44 _ Sagan
- 2014: Jeziorak _ Wojciech Marzec
- 2015: Panie Dulskie _ Zbyszko Dulski
- 2016: #WszystkoGra _ Staszek Borucki[5]
- 2016: Nowy świat: Azzam
- 2016: Pitbull. Niebezpieczne kobiety
- 2017: Gwiazdy _ Ginter[6]
- 2017: Botoks _ Marek Brzyski
- 2018: Kobiety mafii
- 2018: Kamerdyner _ Mateusz Kroll[1][7]
- 2018: Portrecista _ Wilhelm Brasse
- 2019: Legiony _ Józek Wieża[8]
- 2019: Mowa Ptaków _ Marian
- 2020: Psy 3 _ Damian
- 2020: Inni Ludzie _ Kamil
- 2021: Portrecista _ Mieczyslaw Morawa

### Phim truyền hình
- 2009: Plebania _ Majkel (tập 1215–1216)
- 2009: Tancerze _ Piotr Treblicki (tập 1–20)
- 2010: 1920. Wojna i miłość _ Niewczas (tập 8–9, 11–12)
- 2011: Linia życia _ Kamil Nowik
- 2011: Przepis na życie (tập 16–17)
- 2011: Układ Warszawski _ Hubert Cichocki (tập 7)
- 2012: Misja Afganistan
- 2014: Prawo Agaty _ Grzegorz Faber (tập 68, 69)
- 2015: Strażacy _ Maciek Zajda (tập 2–10)
- 2015–2016: Pakt _ Patryk (tập 3–4, 6–12)
- 2016: Belfer _ Adrian Kuś (tập 2–9)
- 2017-2019: Ultraviolet _ Michał Holender[9][10]
- 2018: Botoks
- 2018: Kobiety mafii
- 2020: Kamerdyner _ Mateusz Kroll

## Sân khấu
- 2014: Ecce Homo _ David Hertzfeld - Theatre Collegium Nobilium, Warsaw[11]

## Đĩa nhạc

### Soundtrack
- 2016: #WszystkoGra
  - Małe tęsknoty
  - Ale wkoło jest wesoło
  - Bossanowa do poduszki

### Video
- 2016: Ale wkoło jest wesoło (cho phim #WszystkoGra)
- 2018: Stare Drzewa (cho phim Kamerdyner)[12][13]